# Mukapayung
Mukapayung is een bestuurslaag in het regentschap Bandung Barat van de provincie West-Java, Indonesië. Mukapayung telt 10.571 inwoners (volkstelling 2010).